# Памятки
«Па́мятки» (укр. Пам'ятки) — археографический ежегодник, основанный в 1998 году, печатный орган Украинского научно-исследовательского института архивного дела и документоведения Государственной архивной службы Украины. В ежегоднике публикуются архивные документы по актуальным вопросам истории Украины, истории, теории и практики архивного дела, документоведения, специальных исторических дисциплин, биографистики. 18 ноября 2009 г. сборник внесен ВАК Украины в Перечень научных профессиональных изданий по историческим наукам.

## Состав редколлегии
Главный редактор:  Кулешов Сергей Георгиевич, доктор исторических наук, профессор

Члены редколлегии:
- Горбатюк Николай Владимирович, кандидат исторических наук, старший научный сотрудник (ответственный секретарь)
- Алексеева Елена Викторовна, кандидат исторических наук, доцент (Россия)
- Бойко Николай Корнеевич, доктор исторических наук, профессор
- Боровик Анатолий Николаевич, доктор исторических наук, профессор
- Гаранин Александр Яковлевич, кандидат исторических наук
- Дубровина Любовь Андреевна, доктор исторических наук, профессор, член-корреспондент НАН Украины
- Катренко Андрей Николаевич, доктор исторических наук, профессор
- Кисиль Иван Николаевич, кандидат исторических наук
- Маврин Александр Александрович, кандидат исторических наук, старший научный сотрудник
- Половец Владимир Михайлович, доктор исторических наук, профессор
- Приходько Людмила Федоровна, кандидат исторических наук, старший научный сотрудник
- Шумейко Михаил Федорович, кандидат исторических наук, доцент (Беларусь)

## Перечень томов «Памяток»
- Памятки : [археогр. ежегодник]. Т. 1 / Глав. архив. упр. при Кабинете министров Украины, Укр. гос. НИИ архив. дела и документоведения ; редкол.: В. П. Ляхоцкий (гл. ред.) [и др.]. – К., 1998. – 228 с.
- Памятки : [археогр. ежегодник]. Т. 2 : Эпистолярное наследие Ивана Огиенко (митрополита Иллариона) (1907–1968) / Гос. ком. архивов Украины, Укр. гос. НИИ архив. дела и документоведения ; редкол.: В. П. Ляхоцкий (гл. ред.) [и др.] ; сост.: В. П. Ляхоцкий, Н. П. Московченко, И. М. Преловская. – К., 2001. – 477 с.
- Памятки : [археогр. ежегодник]. Т. 3: Архив украинской церкви, вып. 1 : Документы к истории унии на Волыни и Киевщине конца XVI – первой половины XVII в. / Гос. ком. архивов Украины, Укр. гос. НИИ архив. дела и документоведения, Высш. ин-т религ. наук им. св. Фомы Аквинского ; редкол.: В. П. Ляхоцкий (гл. ред.) [и др.] ; сост. М. В. Довбищенко. – К., 2001. – 462 с.
- Памятки : археогр. ежегодник. Т. 4 / Гос. ком. архивов Украины, Укр. гос. НИИ архив. дела и документоведения, Нац. б-ка Украины им. В. И. Вернадского ; редкол.: И. Б. Матяш (гл. ред.) [и др.]. – К., 2003. – 264 с.
- Памятки : археогр. ежегодник. Т. 5 / Гос. ком. архивов Украины, Укр. НИИ архив. дела и документоведения ; редкол.: И. Б. Матяш (гл. ред.) [и др.]. – К., 2005. – 309 с.
- Памятки : археогр. ежегодник. Т. 6 / Гос. ком. архивов Украины, Укр. НИИ архив. дела и документоведения ; редкол.: И. Б. Матяш (гл. ред.) [и др.]. – К., 2006. – 161 с.
- Памятки : археогр. ежегодник. Т. 7 / Гос. ком. архивов Украины, Укр. НИИ архив. дела и документоведения ; редкол.: И. Б. Матяш (гл. ред.) [и др.]. – К., 2007. – 452 с.
- Памятки : археогр. ежегодник. Т. 8 / Гос. ком. архивов Украины, Укр. НИИ архив. дела и документоведения ; редкол.: И. Б. Матяш (гл. ред.) [и др.]. – К., 2008. – 334 с.
- Памятки : археогр. ежегодник. Т. 9 / Гос. ком. архивов Украины, Укр. НИИ архив. дела и документоведения ; редкол.: И. Б. Матяш (гл. ред.) [и др.]. – К., 2008. – 250 с.
- Памятки : археогр. ежегодник. Т. 10 / Гос. ком. архивов Украины, Укр. НИИ архив. дела и документоведения ; редкол.: И. Б. Матяш (гл. ред.) [и др.]. – К., 2009. – 256 с.
- Памятки : археогр. ежегодник. Т. 11 / Гос. ком. архивов Украины, Укр. НИИ архив. дела и документоведения ; редкол.: С. Г. Кулешов (гл. ред.) [и др.]. – К., 2010. – 327 с.
- Памятки : археогр. ежегодник. Т. 12 / Гос. архив. служба Украины, Укр. НИИ архив. дела и документоведения ; редкол.: С. Г. Кулешов (гл. ред.) [и др.]. – К., 2011. – 282 с.
- Памятки : археогр. ежегодник. Т. 13 / Гос. архив. служба Украины, Укр. НИИ архив. дела и документоведения ; редкол.: С. Г. Кулешов (гл. ред.) [и др.]. – К., 2012. – 280 с.
- Памятки : археогр. ежегодник. Т. 14 / Гос. архив. служба Украины, Укр. НИИ архив. дела и документоведения ; редкол.: С. Г. Кулешов (гл. ред.) [и др.]. – К., 2013. – 240 с.